# Emmeline Stuart-Wortley

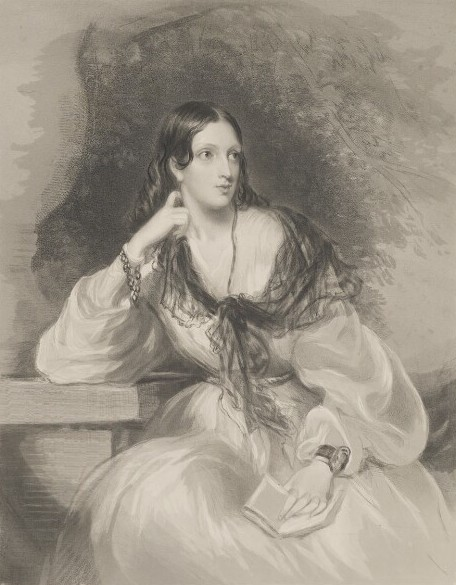
Emmeline Stuart-Wortley

Emmeline Charlotte Elizabeth Stuart-Wortley (* 2. Mai 1806; † 20. Oktober 1855 bei Beirut) war eine britische Schriftstellerin. 

## Herkunft
Sie wurde als Emmeline Manners als zweite Tochter von John Manners, 5. Duke of Rutland, und dessen Frau Elizabeth Howard, eine Tochter von Frederick Howard, 5. Earl of Carlisle, geboren.

## Leben
Nachdem sie zuvor von Prinz Leopold von Sachsen-Coburg umworben worden war, heiratete sie am 17. Februar 1831 den Politiker Charles Stuart-Wortley, den zweiten Sohn von James Stuart-Wortley, 1. Baron Wharncliffe. Zusammen mit ihrem wohlhabenden Ehemann unternahm sie mehrere Auslandsreisen in die Niederlande, nach Italien und nach Russland. Im Sommer und Herbst 1838 unternahm sie eine Reise durch Südosteuropa, wobei sie nach Ungarn, Serbien, Bulgarien und andere europäische Gebiete des Osmanischen Reichs kam. Nach dem Tod ihres Mannes, der 1844 an den Spätfolgen eines Reitunfalls gestorben war, und dem Tod ihres zweiten Sohnes Adelbert 1847 intensivierte sie ihre Reisen. 1848 reiste sie nach Italien und Frankreich, wo sie die Februarrevolution erlebte. Von Frühjahr 1849 bis Sommer 1850 unternahm sie mit ihrer Tochter Victoria eine Reise durch Amerika, während der sie Teile der Vereinigten Staaten, von Kanada, Mexiko, Kuba, Panama, Ecuador und Jamaika besuchten. Während dieser Reise trafen sie den schweiz-amerikanischen Wissenschaftler Louis Agassiz, den amerikanischen Außenminister Daniel Webster sowie den US-Präsidenten Zachary Taylor. Bereits im Oktober 1851 begann sie zusammen mit ihrer Tochter eine Reise nach Lissabon, Madeira, Spanien und Marokko. 1853 bereisten sie Nordeuropa, und im Januar 1855 brach sie mit ihrer Tochter in den nahen Osten auf. Über Konstantinopel und Kairo kam sie am 1. Mai in die Nähe von Jerusalem, wo sie sich durch den Tritt eines Maultiers ein Bein brach. Sie kurierte die Verletzung nicht vollständig aus, sondern reiste weiter nach Antiochia. Auf dem Weg nach Beirut erkrankte sie in der Wüste an Dysenterie. Auch ihre Tochter erkrankte, während ihre Begleiter sie sterbend zurückließen. Nach ihrem Tod wurde ihre Tochter gerettet und nach Beirut gebracht.

## Dichterin und Reiseschriftstellerin
Sie veröffentlichte 1833 einen ersten Gedichtband, dem bis 1844 fast jährlich ein weiterer folgte. 1851, 1853 und 1854 veröffentlichte sie ihre Reiseberichte, in denen sie im begeisterten Ton ihre Reisen und Erlebnisse schilderte. In ihren Schriften schildert sie die Länder vor allem aus ihrer Sicht als wohlhabende, der britischen Oberschicht angehörenden Witwe.

## Familie und Nachkommen
Aus ihrer Ehe mit Charles Stuart-Wortley hatte sie drei Kinder:
- Archibald Henry (1832–1890) ⚭ Lavinia Rebecca Gibbins
- Adelbert William John († 1847)
- Victoria Alexandrina (1837–1912) ⚭ William Earle Welby-Gregory, 4. Baronet

## Werke (Auswahl)
- Poems. Murray, London 1833
- Sonnets: written chiefly during a tour through Holland, Germany, Italy, Turkey, and Hungary. Rickerby, London 1839
- Moonshine: a comedy in five acts. Dicks, London, um 1840
- Travels in the United States during 1849 and 1850. Galignani, Paris 1851
- A Visit to Portugal and Madeira. Chapman and Hall, London 1854